# Hőna Dávid
Hőna Dávid (Budapest, 1988. október 6. –) magyar vízilabdázó, rapper, a TEVA-Vasas játékosa. Művészneve Hőna D.

## Pályafutása
A vízilabda alapjaival már kisgyermekként ismerkedni kezdett. Zenei általános iskolába járt, ahol nyolc évig tanult énekelni és az énekkarban is részt vett. „Nem tudom a helyem” címmel kislemezt adott ki. 2007-ben elfogadta a bajnok TEVA-VasasPlakett ajánlatát, és az élvonalba szerződött. Mindamellett, hogy zenei karrierjét egyengette, háromszor lett magyar bajnok, egyszer pedig a Magyar Kupa-serleget is elhódította az angyalföldi kék-vörös alakulattal. 2011-ben egy évre kölcsönadták a BVSC-nek.

## Eredményei
Hazai
- Magyar bajnokság
  - Győztes (3): 2008, 2009, 2010
  - Ezüstérmes (1): 2011

- Magyar Kupa
  - Győztes (1): 2009
  - Ezüstérmes (1): 2008